# Acuerdos de San Andrés
Los Acuerdos de San Andrés sobre Derechos y Cultura Indígena es un documento que el gobierno de México firmó con el Ejército Zapatista de Liberación Nacional el 16 de febrero de 1996 para comprometerse a modificar la Constitución nacional para otorgar derechos, incluyendo autonomía a los pueblos indígenas de México y atender las demandas en materia de justicia e igualdad para los pobres del país.
La firma de estos acuerdos ocurrió en el poblado de San Andrés Larráinzar, Chiapas, después de varios años de negociaciones a raíz del levantamiento zapatista del 1 de enero de 1994, siendo presidente de la COCOPA en ese momento Jaime Martínez Veloz.

## Antecedentes
Los pueblos indígenas en Chiapas, y en toda la República, comparten una historia de desigualdad, discriminación y explotación. Desde el levantamiento zapatista en enero de 1994, el EZLN buscó luchar contra estas situaciones. De esta forma, al momento de la firma de los Acuerdos de San Andrés, el propósito central era terminar con la exclusión política dirigida a los pueblos indígenas. Por ello, en 1995 el Congreso de la Unión aprobó la Ley para el Diálogo, la Reconciliación y la Paz Digna en Chiapas, lo que abrió la puerta a las negociaciones.
Larráinzar fue el primer municipio de los Altos de Chiapas en donde el EZLN logró reclutar una amplia base de apoyo. Por el fuerte arraigo del levantamiento en el municipio, además de haber sido de los pocos en donde no se produjeron enfrentamientos violentos entre simpatizantes y no simpatizantes, el subcomandante Marcos propuso y obtuvo que las negociaciones con el gobierno fueran en San Andrés.

### Diálogos relacionados
Se puede comparar el diálogo de San Andrés con el Foro de Derechos de los Pueblos Indígenas, efectuado en Matías Romero, Oaxaca, en 1989. La reunión fue una constatación de las condiciones en, por lo menos, 25 regiones indígenas del país y una petición de apoyo, correspondencia e identidades comunes. Otra referencia de diálogo comparable es el Foro Nacional Indígena de San Cristóbal de las Casas en enero de 1996, que fue una respuesta alterna, no excluyente, de un amplio sector, que ya no confiaba en las consultas promovidas por el gobierno. Los planteamientos del Foro rebasaron los de los acuerdos, pero estuvieron estrechamente ligados a la primera mesa del diálogo en San Andrés y ambos espacios se reforzaron mutuamente.

## Proceso
Entre 1995 y 1996, San Andrés Larráinzar, rebautizado como San Andrés Sakamch’en de los Pobres por el ejército zapatista, sería escenario de uno de los ejercicios más democráticos que se tenga memoria en la historia reciente de México. Gobierno y EZLN construirían entre estires y aflojes, pero de cara a la sociedad, las propuestas que luego tendrían que verse convertidas en acuerdos para firmar la paz. Para ello, tanto los delegados gubernamentales como los zapatistas, con la supervisión de agentes de la Cocopa y la Conai, se hicieron acompañar de asesores expertos para cada uno de los temas en las mesas; a saber:
1. Derechos y cultura indígenas.
2. Democracia y justicia.
3. Bienestar y desarrollo.
4. Derechos de la mujer en Chiapas.

El año de 1996 llegaría con la respuesta política del EZLN acerca de los resultados de la “Consulta por la Paz”, consulta que preguntaba a la sociedad civil si estaba de acuerdo con que el EZLN dejara las armas, y con la firma de los acuerdos de la primera de las cuatro mesas. Estos compromisos serían conocidos como los “Acuerdos de San Andrés”. La segunda mesa, concerniente a Democracia y Justicia, ocurrió en el transcurso del año, pero no fue firmada. Las dos últimas tenían que realizarse entre finales de 1996 y principios de 1997; finalmente, no ocurrieron.

### Mesa Uno
El proceso de negociación de la Mesa Uno sobre Derechos y Cultura indígena comenzó en octubre de 1995 y duró poco más de cuatro meses. Las negociaciones involucraron a amplios sectores de la sociedad civil, además del EZLN y el gobierno como principales actores. La mesa uno puso en el centro de la agenda nacional a la cuestión indígena y culminó con la firma de los Acuerdos de San Andrés, que se enviarían a instancias de debate nacional. Para el EZLN, los compromisos en materia de derechos y cultura indígena fueron un triunfo y un espacio de legitimación.

### Mesa Dos
A partir de la firma de los Acuerdos, siguió un periodo de avance en la Mesa Dos sobre Democracia y Justicia, que se prolongó hasta el 2 de septiembre de 1996, cuando el EZLN suspendió la negociación, argumentando que el gobierno no había cumplido con su compromiso de legislar sobre el tema.